# امير حاجيلو (مقاطعة فسا)
امير حاجيلو (بالفارسية: امیر حاجیلو) هي قرية تقع في قسم قره‌بلاغ الريفي (مقاطعة فسا) في إيران. يقدر عدد سكانها بـ 3,728 نسمة .